# Potigny
Potigny é uma comuna francesa na região administrativa da Normandia, no departamento Calvados. Estende-se por uma área de 4,26 km². Em 2010 a comuna tinha 2 096 habitantes (densidade: 492 hab./km²).